# Papuagrion occipitale
Papuagrion occipitale – gatunek ważki z rodziny łątkowatych (Coenagrionidae).